# غيدنة (الجميمة)

تعديل مصدري - تعديل

غيدنة هي إحدى قرى عزلة ظهاى بمديرية الجميمة التابعة لمحافظة حجة، بلغ تعداد سكانها 85 نسمة حسب تعداد اليمن لعام 2004.